# Exochus ulanbaatorensis
Exochus ulanbaatorensis är en stekelart som beskrevs av Kusigemati 1984. Exochus ulanbaatorensis ingår i släktet Exochus och familjen brokparasitsteklar. Inga underarter finns listade i Catalogue of Life.